# 선우혁
선우 혁(鮮于爀, 1889년 ~ 1967년?)은 일제강점기에 활동한 한국의 독립운동가이다.

## 같이 보기
- 여운형
- 조동호
- 신한청년당
- 대한민국임시정부
- 임시의정원
- 한국독립당